# Ptilotula keartlandi
Ptilotula keartlandi е вид птица от семейство Meliphagidae. Видът е незастрашен от изчезване.

## Разпространение
Разпространен е в Австралия.